# Vincent Richards

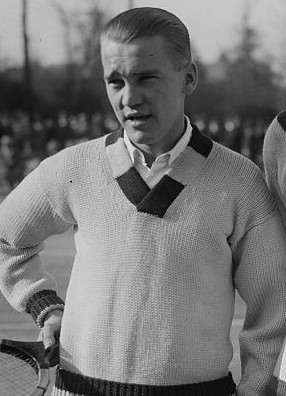
Vincent Richards

Vincent „Vinnie“ Richards (* 20. März 1903 in Yonkers, New York; † 20. September 1959 in New York) war ein US-amerikanischer Tennisspieler.

## Karriere
Er ist der jüngste US-Open-Sieger der Geschichte. Zusammen mit Bill Tilden gewann er 1918 im Alter von 15 Jahren und 139 Tagen das Herrendoppel bei den US Open in Forest Hills. 1921 und 1922 konnte er den Titel mit Bill Tilden erneut erringen. Außerdem war er 1919 mit Marion Zinderstein und 1924 mit Helen Wills im Mixed erfolgreich. Im Jahr 1924 siegte er im Herreneinzel bei den Olympischen Spielen. Im gleichen Jahr gewann er mit Frank Hunter das Herrendoppel in Wimbledon. Ab 1927 war er auf der Profitour im Tennis aktiv und gewann zahlreiche weitere Titel. 1961 erfolgte die Aufnahme in die International Tennis Hall of Fame.
Richards erlag 1959 einem Herzinfarkt.